# Handboek
Een handboek is een publicatie die de stand van zaken in een wetenschap, op een wetenschapsgebied of een deeldiscipline weergeeft.

## Kenmerken
- Aan een handboek worden volgens A.O. Kouwenhoven voornamelijk twee eisen gesteld: volledigheid en actualiteit.[1]
  - Volledigheid Het handboek dient een accuraat overzicht te geven van het hele wetenschapsgebied. De auteur moet daarvoor over grote expertise beschikken, en bij de huidige stand van vele wetenschappen is dat een zware eis. De oplossingen die voor dat probleem zijn gevonden, zijn van tweeërlei aard. In de eerste plaats wordt wel samengewerkt door een team van geleerden, elk gespecialiseerd op een deelgebied van de bewuste discipline. Een tweede mogelijkheid is dat het handboek nog steeds door één auteur wordt geschreven, maar zich nu beperkt tot een deelgebied van de bewuste wetenschap; daarmee is het handboek specialistischer geworden.
  - Actualiteit De accuratesse brengt naast volledigheid ook met zich mee dat de geboden informatie up-to-date is. Ook in dit opzicht worden aan de auteur(s) hoge eisen van vakkennis en literatuurbeheersing gevraagd: de stof moet immers zo veel mogelijk zijn bijgewerkt tot aan de datum van publicatie. Dit vereist tegelijkertijd een efficiënt planningsschema bij de uitgever.

- In onderwijscontext moet een handboek daarenboven aangepast zijn aan het (begrips-)niveau van de leerlingengroep waarvoor het bedoeld is. Het moet naar onderwerpen en uitwerking nauw aansluiten bij het betreffende leerplan voor dat vak.

## Herkomst
Het woord handboek is een leenvertaling van het Griekse encheiridion ("dat wat je in de hand houdt", van χείρ, cheir, "hand"). Het is in vele talen overgenomen, en daardoor is het niet meer mogelijk na te gaan langs welke weg het in het Nederlands zijn intrede deed.

## Verwante begrippen
Een handleiding is iets geheel anders dan een handboek; ze is eerder een soort gebruiksaanwijzing. Overigens wordt het woord "handboek" weleens, ietwat slordig, in zeer ruime zin gebruikt, maar dit is in strijd met het gebruik in de informatiewetenschap.
Een vademecum is een boek met veelal technische informatie in handzaam formaat.